# Garm

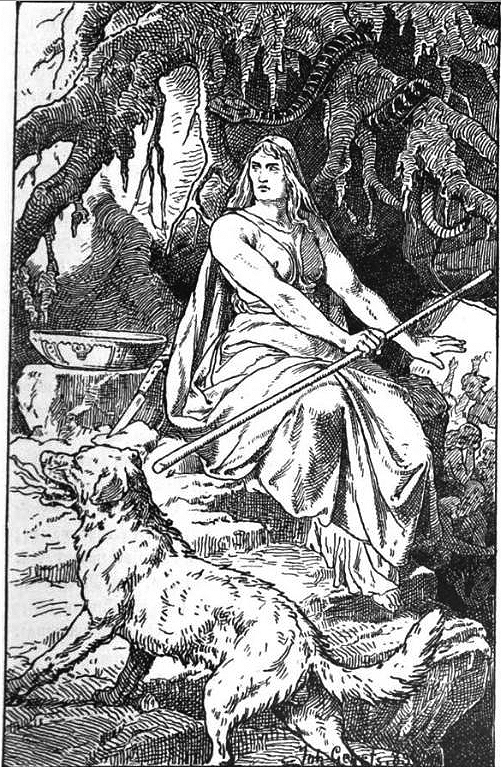
Desenho de Hela, tendo ao lado Garm (1889).

Garm ou Garme (Garmr em islandês), na Mitologia nórdica, é um cão infernal que guarda a porta do hall da deusa da morte, Hela. É escrito como um cão feroz e ensanguentado no poema Baldrs draumar. Alguns estudiosos consideram Garmr e o lobo Fenrir como sendo o mesmo personagem, mas não há uma distinção clara entre um personagem e outro nos poemas da Edda Poética.

## Nome
A etimologia do nome Garmr ainda é incerta. Orchard traduz o termo como rag (ou "trapo", em português). No entanto, a palavra garmr também pode significar simplesmente "cão".
Bruce Lincoln aproxima Garmr ao cão mitológico grego Cérbero, relacionando ambos os nomes à raiz protoindo-europeia *ger- "rosnar". No entanto, Daniel Ogden nota que essa análise requer que Cerberus e Garmr sejam provenientes de duas raízes indo-europeias diferentes (*ger- e *gher- respectivamente), se sua opinião não estabelece uma relação entre os dois nomes.

## Registros
No poema Grimnismál, Garm é descrito como o maior ou melhor dos caninos, assim como Odin é o maior dos deuses.
Na Voluspá, é mencionado que Garmr irá se libertar de seus grilhões e participar do Ragnarök ou "ruína dos deuses". No entanto, pela narrativa dos poemas da Edda Poética em conjunto, pode-se compreender que o personagem mencionado na verdade seja Fenrir, já que o termo garmr pode se referir a canídeos de modo geral.
No poema Baldrs draumar ("sonhos de Balder"), pertencente à Edda Poética assim como a Voluspá, um cão aparece e geralmente é aceito que este cão seja Garm. Nesse poema, o cão é descrito com o peito ensanguentado, latindo ferozmente para o deus Odin enquanto este cavalga rumo à morada da deusa Hel.

## Ragnarok
No dia do Ragnarok Garm e o deus da guerra Tyr irão se matar em um feroz combate.

## Garm e Fenrir
Acredita-se que Garm seja na verdade o lobo Fenrir, já que em todas as suas representações ele aparece acorrentado e como Fenrir e Tyr tem uma antiga rivalidade (já que Tyr o aprisionou) ele deve querer uma "revanche".
.